# Arash Talebinejad
Arash Talebinejad Tivell (in persiano آرش طالبی‌نژاد‎; Bandar Abbas, 25 marzo 1981) è un ex calciatore svedese di origine iraniana, di ruolo attaccante.

## Carriera

### Club
Talebinejad debuttò, da professionista, nel Västra Frölunda. Esordì nella Allsvenskan il 30 aprile 2000, sostituendo Andreas Nilsson nella sconfitta per 1-0 contro l'Halmstad. Il 4 novembre dello stesso anno, arrivarono le prime reti nella massima divisione svedese: fu autore di una doppietta che sancì il successo per 2-0 sul GAIS. La squadra retrocesse a fine stagione, ma Talebinejad non lasciò il club.
Passò successivamente all'AIK, per cui giocò il primo incontro il 22 aprile 2003, nel pareggio per 1-1 contro l'Hammarby. Il 27 aprile segnò la prima rete, nel successo per 3-0 sull'Örgryte.
Firmò poi per i norvegesi del Tromsø, per cui debuttò nella Tippeligaen il 9 aprile 2006, quando subentrò a Roar Christensen nella sconfitta per 3-1 sul campo del Molde. Il 7 maggio segnò l'unica rete, in campionato, con questa maglia: contribuì al successo per 3-1 sul Lyn Oslo.
Nel 2007 tornò in Svezia, per giocare nel Brommapojkarna. Esordì il 23 aprile, quando entrò in campo in luogo di Joakim Runnemo nella sconfitta per 2-1 contro il Göteborg. Per la prima rete dovette attendere circa un mese, precisamente il 22 maggio, quando andò in gol nel pareggio per 1-1 contro l'Helsingborg.
Nel 2009 passò al Gröndal.